# Antolín García
Antolín García Rodríguez (Barcelona, 5 de abril de 1928-Madrid, 23 de agosto de 1990) fue un locutor de radio y presentador de TV español.
Comenzó estudios en la Escuela de Aparejadores, que compaginaba con la práctica del deporte, llegando a convertirse en campeón universitario de España de Atletismo. Abandonó su carrera por la radio. Pasó por el aprendizaje en RADIO SEU, emisora universitaria, comenzando después profesionalmente en Radio Intercontinental, a la que seguiría Radio Nacional de España, y desde 1952 también por el doblaje, prestando su voz a actores como Cary Grant, Glenn Ford, Alain Delon, Clark Gable, Montgomery Clift, David Niven, Donald Sutherland, Van Johnson, Dean Martin, Peter O'Toole o Albert Finney, entre otros. Más adelante, daría el paso a la televisión, al entrar en la plantilla de TVE.
Aunque realizó todo tipo de programas, su auténtica especialidad fue la información deportiva, comentando por ejemplo los partidos de balonmano, la Vuelta a España, el Campeonato Mundial de Gimnasia Rítmica o el Campeonato de España Individual de Gimnasia Rítmica. Al mismo tiempo, destacó como actor de doblaje en numerosas películas.
En 1984 el Consejo de Dirección de TVE planteó su cese por incompatibilidad al estar vinculado a la empresa publicitaria Unipublic, por lo que dejó de comentar pruebas deportivas gestionadas por dicha empresa.
Entre los acontecimientos deportivos que cubrió, se incluyen los Juegos Olímpicos de Moscú y Los Ángeles.
En 1970 recibió el Premio Antena de Oro, por su labor radiofónica.
Su hija, Marta García, fue actriz de doblaje, locutora y presentadora de la información meteorológica en Televisión Española.

## Trayectoria en TV
- No se quede sin saberlo (1963)
- Destino TV (1964)
- La unión hace la fuerza (1964-1965)
- Tele-club (1964-1965)
- Gran Premio (1966-1967)
- Rimas populares (1969-1970)
- Ayer domingo (1970-1971)
- Siempre en domingo (1971-1972)
- Subasta de triunfos (1972-1974)
- Gente joven (1975-1977)